# Prawo Webera-Fechnera
Prawo Webera-Fechnera – prawo wyrażające relację pomiędzy fizyczną miarą bodźca a reakcją zmysłów, np. wzroku, słuchu, węchu czy poczucia temperatury (siła wrażenia). Jest to prawo fenomenologiczne, będące wynikiem wielu obserwacji praktycznych i znajdujące wiele zastosowań technicznych. Historycznie było sformułowane przez Ernsta Heinricha Webera w formie:

Jeśli porównywane są wielkości bodźców, na naszą percepcję oddziałuje nie arytmetyczna różnica pomiędzy nimi, lecz stosunek porównywanych wielkości.

co zostało wyrażone 30 lat później przez Fechnera jako:
{\displaystyle dw=k{\frac {dB}{B}},}
gdzie:
{\displaystyle dw} – różniczkowa zmiana siły (intensywności) wrażenia,
{\displaystyle dB} – różniczkowa zmiana wielkości bodźca {\displaystyle (B),}
{\displaystyle k} – doświadczalnie wyznaczany współczynnik proporcjonalności.
Jest to werbalnie wyrażane jako:

Zmiana reakcji układu biologicznego jest proporcjonalna do względnej zmiany bodźca.

Całkowanie równania prowadzi do zależności:
{\displaystyle w=k\ln {B}+const,}
gdzie:
{\displaystyle const} – stała całkowania,
{\displaystyle \ln } – logarytm naturalny.
W warunkach progu percepcji ({\displaystyle B={B_{0}},} {\displaystyle w=0}):
{\displaystyle k\ln {B_{0}}+const=0,}
a stąd:
{\displaystyle const=-k\ln {B_{0}}.}
Ostatecznie prawo Webera-Fechnera wyraża równanie:
{\displaystyle w=k\cdot \ln {\frac {B}{B_{0}}}.}

## Skale wrażeń zmysłowych

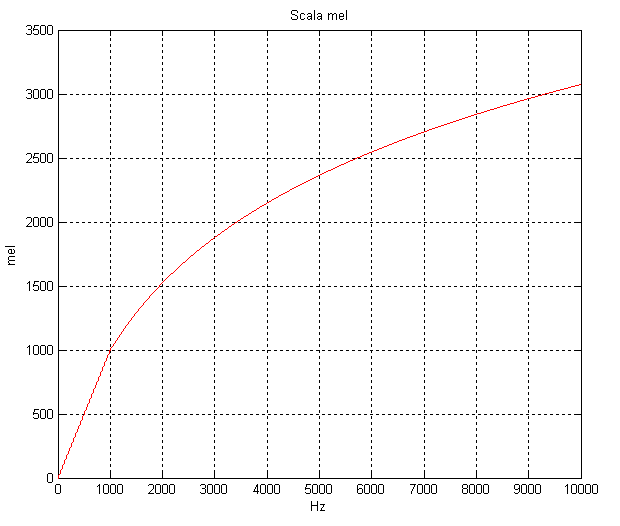
Skala melowa – zależność subiektywnie odbieranej wysokości dźwięku od obiektywnie mierzonej częstotliwości

Przy konstruowaniu skali wrażeń zmysłowych (np. dotyczących dźwięku lub światła) za wartość początkową przyjmuje się zwykle tzw. wartość progową, czyli umowną najniższą wartość bodźca rejestrowanego przez ludzkie zmysły. Umowność tej wartości wynika z różnic w percepcji u różnych ludzi. Tak więc ocena głośności dźwięku jest proporcjonalna do logarytmu ciśnienia akustycznego na membranie bębenka, ocena intensywności zapachu jest proporcjonalna do logarytmu stężenia zapachowego odorantów, zaś ocena jasności światła jest proporcjonalna do logarytmu strumienia światła mierzonego na powierzchni oka. Właśnie z powodu stosowalności prawa Webera-Fechnera w pomiarze głośności dźwięków stosuje się jednostki ilorazowe takie jak bel i jego podwielokrotności. Z tego samego powodu skuteczność procesów dezodoryzacji gazów, określana na podstawie zmiany intensywności zapachu, jest zawsze mniejsza od oczekiwanej na podstawie zmiany stężenia zanieczyszczeń.
Inną konsekwencją prawa Webera-Fechnera jest fakt, że aby uzyskać liniową skalę, np. w pokrętle głośności radia (czyli dwa razy dalsza pozycja daje dwa razy głośniejszy dźwięk), należy stosować potencjometr logarytmiczny. Podobny charakter ma zależność odbieranej subiektywnie wysokości dźwięku od obiektywnie określanej częstotliwości (skala melowa).
Przejawem tego prawa jest także znana od czasów starożytnych wielkość gwiazdowa. Bodźcem jest światło wpadające do oka, reakcją jasność gwiazdy w wielkościach gwiazdowych. Magnitudo gwiazdy zmienia się o 5 jednostek, gdy natężenie jej światła zmienia się stukrotnie (zob. czynnik Pogsona).

## Zastosowanie w olfaktometrii
Prawo Webera-Fechnera jest wykorzystywane w olfaktometrycznym szacowaniu wielkości strumienia zapachowego (emisji zapachowej), skuteczności procesów dezodoryzacji lub stężenia odorantów w powietrzu otoczenia emitorów.
Tak zwana ekstrapolacyjna metoda oznaczania stężenia zapachowego {\displaystyle (c_{od}\ [ou/m^{3}])} polega na określaniu intensywności zapachu (siła wrażenia {\displaystyle S}) badanej próbki, po jej rozcieńczeniu w różnym stopniu {\displaystyle (Z)} czystym powietrzem (zmiany wielkości bodźca).
Zbiór ocen, zgromadzony przez grupę ludzi, umożliwia wyznaczenie parametrów prostej Webera-Fechnera ({\displaystyle y=S,} {\displaystyle x=\log Z}). Prosta przecina oś odciętych w punkcie odpowiadającym progowi wyczuwalności zapachu zanieczyszczeń próbki (ekstrapolacja do {\displaystyle S=0}). Antylogarytm z tak wyznaczonej wartości {\displaystyle \log Z} jest oszacowanym stężeniem zapachowym. Metoda ekstrapolacyjna jest stosowana w sytuacjach, gdy nie jest możliwe użycie olfaktometru. Umożliwia np. orientacyjne oceny skuteczności dezodoryzacji.
Prawo Webera-Fechnera umożliwia również oszacowania stężenia zapachowego zanieczyszczeń powietrza atmosferycznego na podstawie ocen intensywności zapachu. Oceny są wykonywane z użyciem skal werbalno-punktowych lub skal wzorców. Obliczenia stężenia można wykonać po wcześniejszym wyznaczeniu wartości współczynnika Webera-Fechnera dla danej mieszaniny zanieczyszczeń. Skalowanie intensywności zapachu w powietrzu otoczenia emitorów umożliwia weryfikację wyników modelowania dyspersji odorantów.